# سید ابراهیم اصغرزاده
سید محمد ابراهیم اصغرزاده موسوی، معروف به سید ابراهیم اصغرزاده، (زادهٔ ۱۳۴۶- درگذشته ۲۳ بهمن ۱۳۸۰) بازیگر، فیلمساز، و تصویربردار و کارگردان ایرانی بود. او دستیار ابراهیم حاتمی کیا بود و بیشتر شهرت او نیز به همین دلیل است. او در بیشتر آثار حاتمی کیا همچون مهاجر، موج مرده، روبان قرمز، بوی پیراهن یوسف، از کرخه تا راین و خاکستر سبز به عنوان دستیار کارگردان حضور داشت، و همچنین در فیلم مهاجر ایفای نقش کرد.

## شروع کار
او در سال ۱۳۶۳ کار خود را با خبرنگاری و عکاسی در جبهه آغاز نمود، و در همان دوران پس از اندکی کسب تجربه چند فیلم مستند کوتاه برای سپاه پاسداران ساخت.
پس از آن در چند منطقه جنگی دیگر در نقاط مختلف جهان حضور یافت و آثاری تولید کرد:: «باز به خاطر همان روحیه خبرنگاری، فیلم‌های مستندی از منطقه کشمیر، افغانستان، شبه قارهٔ هند و جنوب لبنان گرفتم که هر کدام نگاه متفاوتی به جریان‌های مستندسازی دارد. یعنی یک نگاه خبری نسبت به جنگ نداشتم، سعی می‌کردم مفهومی دیگر از زندگی را دنبال کنم.»
او در سال ۱۳۷۸ برای تدوین مستند تازه اش، «سکوت طولانی»، که حاصل سفر او به فرانسه در ایام برگزاری جام جهانی فوتبال بود به روایت فتح پیوست. در مدت دو سال و نیم حضور در روایت فتح، نزدیک به چهل برنامه مستند تلویزیونی را تدوین کرد که از این میان، کارگردانی ده قسمت از آن‌ها را خودش به عهده داشت. مجموعه‌هایی نظیر «نفس‌های ماندگار»، «عطر سیب، شکوفه زیتون»، «سنگ و الماس»، «سنگ و ستاره»، «ویژه برنامه امام موسی صدر» از آثار او در این مدت بود.

## درگذشت
سیدابراهیم اصغرزاده در تاریخ ۲۳ بهمن ۱۳۸۰ در حادثه سقوط هواپیمای توپولف ۱۵۴ ایران ایرتور در کوههای خرم آباد از دنیا رفت اصغرزاده در این سفر در حال تکمیل آخرین ساخته مستندش به نام «کاغذهای بی جواب» بود.
سازمان بسیج هنرمندان فیلم مستندی از زندگی او با نام مستند سید ابراهیم اصغر زاده ساخته است.